# Risan
Risan (griechisch Rhizon; lateinisch Risinium, italienisch Risano) ist eine Kleinstadt an der Bucht von Kotor in Montenegro. Der 3500 Einwohner zählende Ort ist Teil der Gemeinde (Opština) Kotor. Risan liegt im innersten Winkel der Bucht, unterhalb von beinahe 1.000 m hohen Kalksteinwänden des Orjen-Gebirges.
Der ruhige Ort ist vor allem wegen seiner vielen Strände ein beliebtes Touristenziel. Auch für Gebirgstouren auf das Orjen-Gebirge ist Risan ein Ausgangspunkt, denn von hier führt eine gut ausgebaute Straße auf die Passhöhe (1.594 m) hinauf. Diese Route verbindet Risan auch mit dem montenegrinischen Hinterland (über Ledenice nach Nikšić) und mit der Hercegovina (Grenzübergang bei Vrbanje). Bedeutendste Verkehrsverbindung ist jedoch die Küstenstraße rings um die Bucht von Kotor über Risan nach Herceg Novi.

## Geschichte

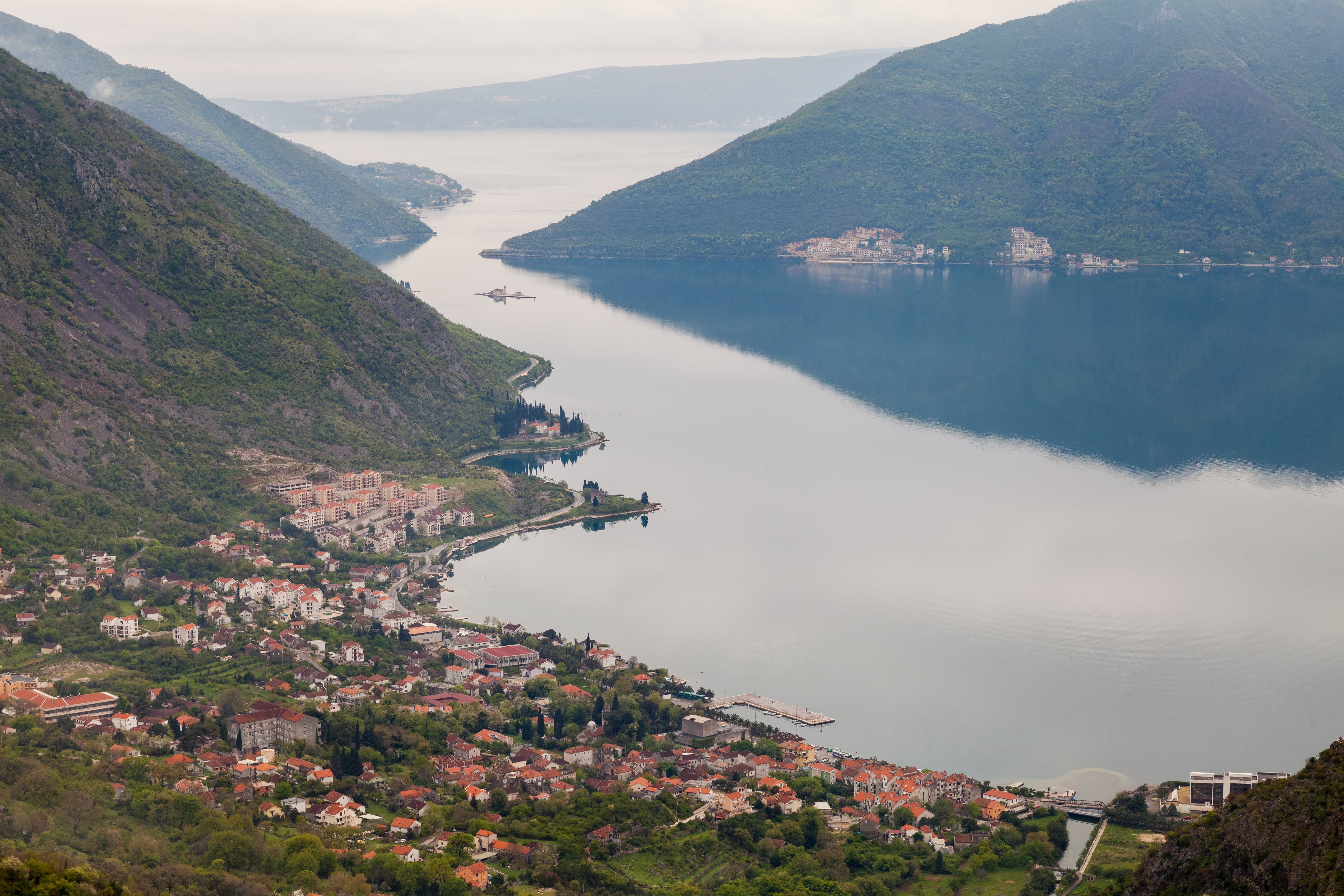
Ansicht von Risan

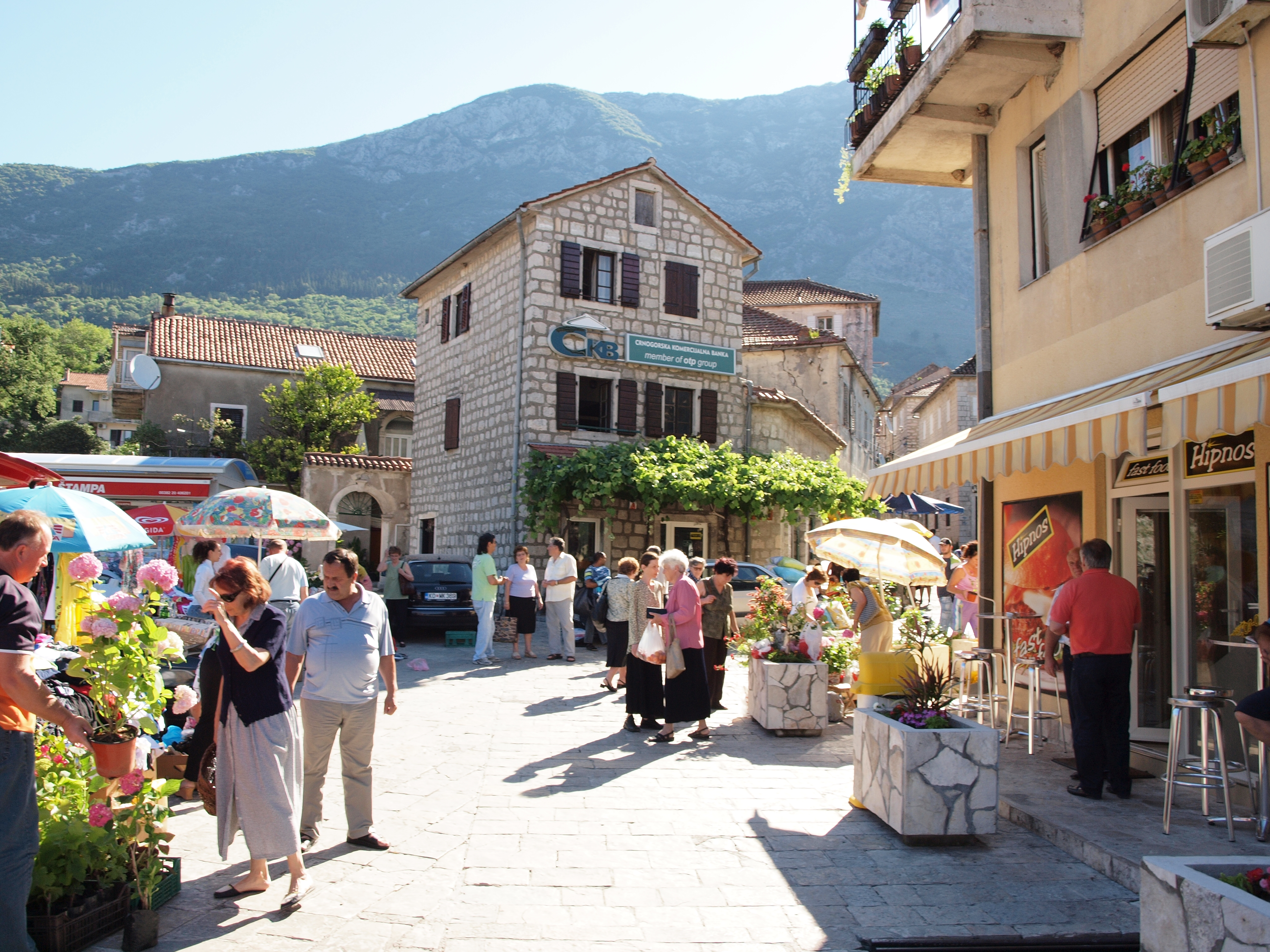
Markt in Risan

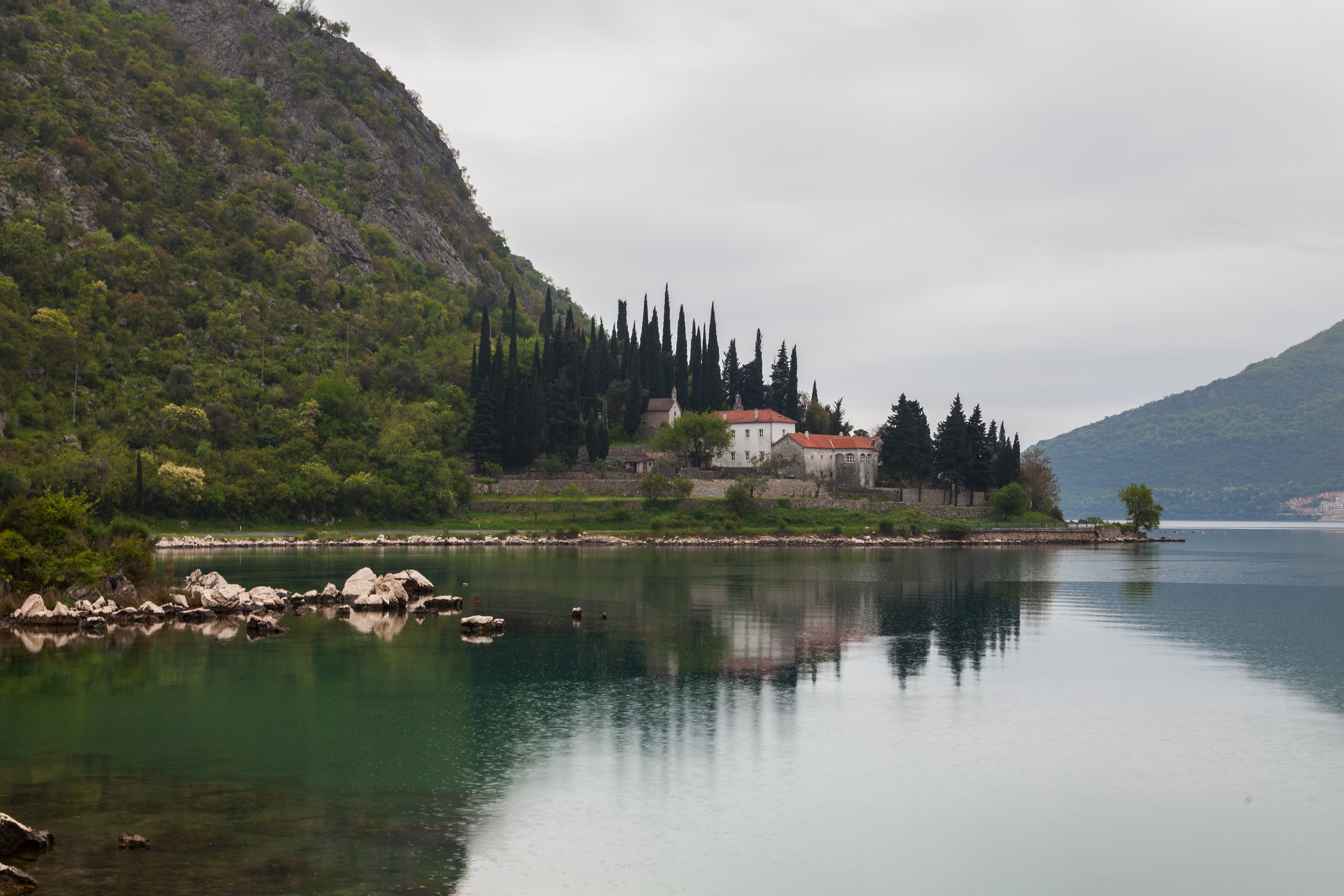
Kloster Banja bei Risan von der Bucht von Kotor aus gesehen

Risan entstand im 4. Jahrhundert v. Chr. als griechische Kolonie. Der sichere Hafen in der Bucht von Kotor (in der Antike Sinus Rhizonicus) ist die älteste Ansiedlung der Gegend; sie diente dem Handel mit der illyrischen Bevölkerung. Wahrscheinlich war Risan nur ein Emporion und keine eigenständige Polis. Jedenfalls stand der Ort mehrfach unter der Kontrolle illyrischer Herrscher. 229 v. Chr. war Risan kurzzeitig Zufluchtsort der Königin Teuta, die von den Römern bedrängt wurde. Für die Mitte des 2. Jahrhunderts ist der Illyrer Ballaios als Herrscher über Risan bekannt. Er prägte hier eigene Silbermünzen, während von der Stadt selbst nur Bronzemünzen bekannt sind. Bei neueren archäologischen Ausgrabungen wurde unter der Leitung des polnischen Archäologen Piotr Dyczek in Risan ein großer Münzfund aus der Zeit Ballaios’ ergraben. Dieser beinhaltet über 4000 Münzen mit einem Gesamtgewicht von 15 kg. Nach den bisherigen Funden wird für die antike Bevölkerungszahl Risans von 5000 Einwohnern ausgegangen. Die Größe der Stadt mit der illyrischen Schutzgottheit Medaurus bezeugen auch die Überreste der einen Kilometer langen Mauer.
Nach dem Zweiten Römisch-Illyrischen Krieg geriet Risan, wie die gesamte östliche Adriaküste, unter den Einfluss Roms. Bis zum Ende der Republik begnügte man sich mit dem Protektorat über die einzelnen Städte und Stämme der Region. Unter Kaiser Augustus wurde Risan in die Provinz Dalmatia eingegliedert und erhielt den Status eines municipiums. Das kaiserzeitliche Risinium romanisierte sich schnell und konnte seinen Status als regionales Handelszentrum bis ins 6. Jahrhundert hinein bewahren.
Aus der römischen Epoche hat Arthur Evans Teile von Villen mit bedeutenden Mosaiken ausgegraben, zumeist aus dem 2. Jahrhundert. Eine Darstellung des Gottes Hypnos ist das bedeutendste römische Mosaik auf montenegrinischem Boden.
Im 6. Jahrhundert wird Risan als Bischofssitz (Risinium) erwähnt; Ende desselben Jahrhunderts wird die Stadt aber während der Einfälle der Awaren und Slawen zerstört und aufgegeben. Risan wird dann im 8. Jahrhundert wieder erwähnt, jedoch nicht als Stadt, sondern als slawische Siedlung. Das politische, wirtschaftliche und kirchliche Zentrum der Bucht ist seit dem Mittelalter Kotor, wo im 9. Jahrhundert auch ein neues Bistum eingerichtet wird. Risan ist seitdem eine unbedeutende Ortschaft, war aber trotzdem befestigt. Eine kleine Burg oberhalb der Siedlung legt davon Zeugnis ab.
Im Mittelalter gehörte es vom 8. bis Mitte des 13. Jahrhunderts zum serbischen Königreich Travunien. Ab Mitte des 13. Jahrhunderts wurde es von der serbischen Dynastie der Vojinović bzw. Altomanović regiert. Nikola Altomanović eroberte weite Gebiete im westlichen Zentralserbien, bevor er 1373 durch ein gemeinsames Vorgehen des bosnischen Fürsten und späteren serbischen Königs Tvrtko I. und dem serbischen Fürsten Lazar Hrebeljanović besiegt, und sein Territorium zwischen den Siegern aufgeteilt wurde.
Nach 1370 gehörte Risan zum montenegrinischen Fürstentum der serbischen Balšić-Dynastie. Nach deren Ende 1421 wird der Ort venezianisch.
Zu Beginn des 16. Jahrhunderts gelang es den Osmanen Risan einzunehmen. Der Ort war zusammen mit Herceg Novi einer der beiden türkischen Brückenköpfe an der Bucht von Kotor. Risan hatte im 16. Jahrhundert eine kleine osmanische Garnison mit etwa 100 Soldaten und 300 bis 400 zumeist serbischen Einwohnern, die zumeist aus der Herzegowina stammten. Während des Türkenkriegs von 1683 bis 1699 gelang den Venezianern 1687 die Einnahme Risans. Der Friede von Karlowitz mit der Hohen Pforte bestätigte der Republik Venedig den Besitz. Nach dem Ende der Markusrepublik wechselten an der Bucht von Kotor russische, englische und französische Besatzungen. Durch die Bestimmungen des Wiener Kongresses wurde die Bucht und damit auch Risan Bestandteil der k.(u.)k. Monarchie. Seit 1918 zu Jugoslawien gehörend, kam Risan 1944 zur Republik Montenegro.